# Trieng Pantang
Trieng Pantang is een bestuurslaag in het regentschap Aceh Utara van de provincie Atjeh, Indonesië. Trieng Pantang telt 791 inwoners (volkstelling 2010).